# 妙行寺 (丸亀市)
妙行寺（みょうぎょうじ）は、香川県丸亀市に所在する日蓮正宗の寺院。山号は円宗山（えんしゅうさん）。

## 起源と歴史
- 1791年（寛政3年）3月 - 讃岐本門寺24代・瑞光院日遦により建立される。
- 1876年、日蓮宗興門派（本門宗）の発足に参加。
- 1941年（昭和16年） - 本門宗寺院として三派合同に参加。日蓮宗所属に。
- 1946年（昭和21年）4月12日 - 本山の讃岐本門寺および他の末寺9カ寺〔中之坊・奥之坊・法善坊・泉要坊・西之坊・上之坊・宝光坊・西山坊・福成寺〕とともに日蓮宗を離脱、日蓮正宗に合流。

## 寺院周辺
- 丸亀城
- 丸亀郵便局
- 丸亀市立城西小学校
- 丸亀市立城乾小学校

## 交通アクセス
- JR予讃線 丸亀駅から徒歩5分。